# Rędziny (Pysznica)
Rędziny – część wsi Pysznica w Polsce położona w województwie podkarpackim, w powiecie stalowowolskim, w gminie Pysznica.
W latach 1975–1998 Rędziny administracyjnie należały do województwa tarnobrzeskiego.